# Denis Nižegorodov
Denis Gennad'evič Nižegorodov (in russo Денис Геннадьевич Нижегородов?; Saransk, 26 luglio 1980) è un marciatore russo.
È stato il detentore del record del mondo nella 50 km di marcia con il tempo di 3h34'14" stabilito a Čeboksary l'11 maggio 2008. Ai Mondiali di Taegu 2011 ha marciato in 3h 42'45", arrivando primo- dopo la squalifica del connazionale.

## Progressione

### Marcia 50 km
| Stagione | Risultato | Luogo       | Data       | Rank. Mond. |
| -------- | --------- | ----------- | ---------- | ----------- |
| 2011     | 3h42'45"  | Taegu       | 03-09-2011 | -           |
| 2009     | 3h42'47"  | Metz        | 24-05-2009 | -           |
| 2008     | 3h34'14"  | Čeboksary   | 11-05-2008 | -           |
| 2007     | 3h40'53"  | Čeboksary   | 17-06-2007 | -           |
| 2006     | 3h38'02"  | La Coruña   | 14-05-2006 | -           |
| 2004     | 3h35'29"  | Čeboksary   | 13-06-2004 | -           |
| 2003     | 3h38'23"  | Saint-Denis | 27-08-2003 | -           |

## Palmarès
| Anno | Manifestazione  | Sede    | Evento       | Risultato | Prestazione | Note                                     |
| ---- | --------------- | ------- | ------------ | --------- | ----------- | ---------------------------------------- |
| 2003 | Mondiali        | Parigi  | Marcia 50 km | 5º        | 3h38'23"    | Miglior prestazione personale            |
| 2004 | Giochi olimpici | Atene   | Marcia 50 km | Argento   | 3h42'50"    |                                          |
| 2007 | Mondiali        | Osaka   | Marcia 50 km | 4º        | 3h46'57"    |                                          |
| 2008 | Giochi olimpici | Pechino | Marcia 50 km | Bronzo    | 3h40'14"    |                                          |
| 2009 | Mondiali        | Berlino | Marcia 50 km | dnf       | dnf         |                                          |
| 2011 | Mondiali        | Taegu   | Marcia 50 km | Oro       | 3h42'45"    | Miglior prestazione personale stagionale |

## Altre competizioni internazionali
2000
- 17º in Coppa Europa di marcia ( Eisenhüttenstadt), marcia 20 km - 1h22'40"

2001
- 7º in Coppa Europa di marcia ( Dudince), marcia 20 km - 1h20'42"

2006
- Oro nella Coppa del mondo di marcia ( La Coruña), marcia 50 km - 3h38'02"

2008
- Oro nella Coppa del mondo di marcia ( Čeboksary), marcia 50 km - 3h34'14"

2009
- Oro in Coppa Europa di marcia ( Metz), marcia 50 km - 3h42'47"